# Gruzaczka leszczynowo-bukowa

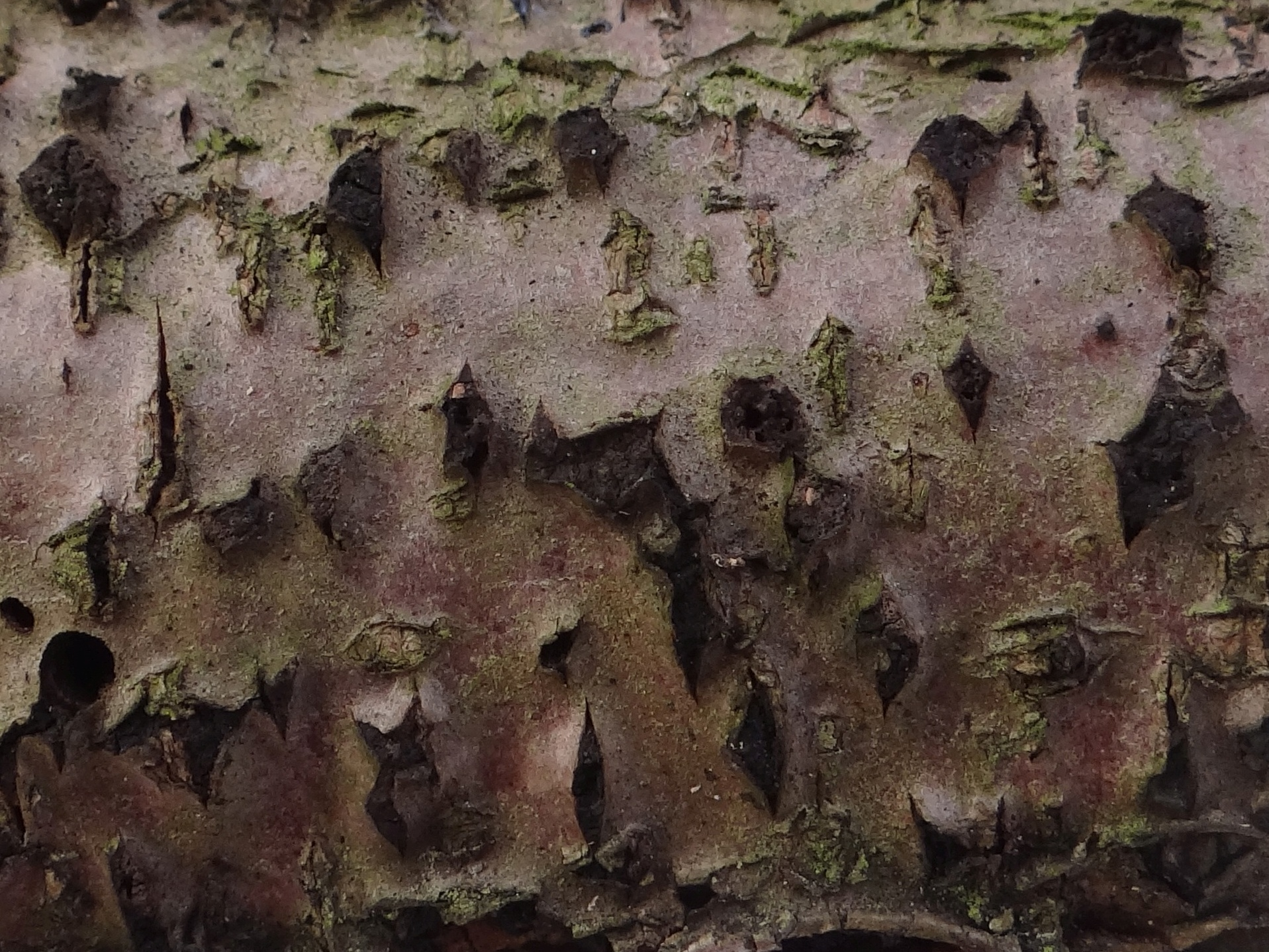

Gruzaczka leszczynowo-bukowa (Diatrypella favacea (Fr.) Ces. & De Not.) – gatunek grzybów z rodziny Diatrypaceae.

## Systematyka i nazewnictwo
Pozycja w klasyfikacji według Index Fungorum: Diatrypella, Diatrypaceae, Xylariales, Xylariomycetidae, Sordariomycetes, Pezizomycotina, Ascomycota, Fungi.
Po raz pierwszy takson ten zdiagnozował w 1816 roku Elias Fries, nadając mu nazwę Sphaeria favacea. Obecną, uznaną przez Index Fungorum nazwę nadali mu w 1863 roku Vincenzo de Cesati i Giuseppe De Notaris.
Synonimów ma około 40. Niektóre z nich:
- Diatrype verruciformis (Ehrh.) Fr. 1849
- Diatrypella favacea (Fr.) Ces. & De Not. 1863 subsp. favacea
- Diatrypella favacea subsp. nespiakii Chleb. 1986
- Diatrypella favacea var. coryli Sacc. 1873
- Diatrypella favacea (Fr.) Ces. & De Not. 1863 var. favacea
- Diatrypella nigroannulata var. capilli Khangura & Dargan 1990

Polską nazwę zarekomendowała w 2025 roku Komisja ds. Polskiego Nazewnictwa Grzybów Polskiego Towarzystwa Mykologicznego.

## Morfologia
Podkładki czarne, w kształcie ściętego stożka, przebijające się przez korę drzewa, z dużą ostiolą. Worki o rozmiarach 70–90 × 8–12 μm. Askospory o długości 6–8 μm.
Gatunkom z rodzaju Diatrypella poświęcono bardzo mało publikacji. Ich taksonomia wymaga dokładniejszych badań.

## Występowanie i siedlisko
Występuje w Ameryce Północnej, Europie, Azji, Australii. W Europie szeroko rozprzestrzeniony; występuje od Hiszpanii po Islandię i północne regiony Półwyspu Skandynawskiego (tutaj po około 67° szerokości geograficznej). W Polsce jest pospolity.
Grzyb nadrzewny rozwijający się na zamierających gałęziach i cienkich pniach. Występuje zarówno u podstawy pnia, jak i na gałęziach. W Polsce najczęściej spotykany na brzozach i leszczynie, poza tym notowany na jaworze, olszy szarej, olszy czarnej, grabie pospolitym, buku pospolitym.